# 鴉 (麻耶雄嵩)
『鴉』（からす）は、麻耶雄嵩による日本の推理小説。
1998年度の「本格ミステリベスト10」（東京創元社）で第1位に選ばれた。

## あらすじ
かつて埜戸（のど）と呼ばれていた、現在は地図に載っていない名前のない村。
弟・襾鈴（あべる）の失踪と死の謎を追って、村へ足を踏み入れた兄・珂允（かいん）は、突如無数の鴉に襲われ負傷する。
大鏡様という現人神によって支配され、外界から遮断された、非文明的で排他的な村。珂允のように外から来た者は「外人」と呼ばれ忌み嫌われる存在。珂允という異質な存在が滞在する、そんな状況で、大鏡の信奉者・遠臣が何者かに殺害される。

## 登場人物
珂允（かいん）
弟・襾鈴の失踪と死の原因を調べるため、謎の村へ。
幼い頃は読書や絵描きを好むおとなしめの子だった。妻・茅子と結婚してから、襾鈴と茅子の関係に疑念を抱き、やがてそれは嫉妬心へと変化していく。好き合っている2人を一緒にさせようと茅子と離婚した。
襾鈴（あべる）
珂允の1歳年下の弟。幼い頃は、兄とは対照に行動的で甘えん坊な子だった。
昔から放浪癖がある。兄の結婚から2カ月後姿を消し、半年後に帰って来たが、何者かに殺害される。
庚（かのえ）
襾鈴の村での名前。珂允より1年前に村を訪れ、半年ほど前に姿を消した。大鏡の近衛に選ばれ、普通、近衛は大鏡と接見出来ないが、庚は特別に許されていた。
メルカトル鮎（メルカトルあゆ）
タキシード・シルクハットを身に付けた謎の人物。龍樹家に世話になっていると言う。
千本 頭儀（せんぼん かしらぎ）
無数の鴉に襲われ負傷していた珂允を見つけ、介抱する。村の小長。
千本 冬日（せんぼん ふゆひ）
頭儀の妻。和服の似合う瓜実顔で端正な顔立ちの女性。
千本 蝉子（せんぼん せみこ）
頭儀・冬日の娘。18歳。
千本 松虫（せんぼん まつむし）
蝉子の姉。故人。人形を創っていた。
千本 葛（せんぼん かずら）
蝉子の兄。25歳。
乙骨 五郎（おつこつ ごろう）
珂允より5年前に村を訪れた人物。村人の簑緒屋に教わり、現在は人形師として村で暮らしている。
簑緒屋（みのおや）
人形師。松虫と乙骨の師匠。現在は隠居老人。
篤郎（あつろう）
千本家の作男。25歳くらい。珂允に早く村から出ていってもらいたがっている。
橘花（きっか）
11歳。外の世界に興味津々で、いつか外へ出たいと願っている。毎日遊び歩き、手伝いを命じられても途中で放り出してしまうこともある。
野長瀬（のながせ）
村人との交流はほとんど無く、大鏡様もあまり信じていなかった。外に興味を持つ橘花の唯一の理解者。自称・錬金術師で、金を作り出すことが夢だった。半年前に腹部を数カ所刺された状態で死亡していた。村人らは自殺だと断定している。
啄雅（たくまさ）
橘花の友達。情報網が広い。
朝萩（あさはぎ）
橘花の親友。将来近衛に選ばれるのが夢で、外の世界に興味を持つ橘花とは相容れなかったが、相談事などには親身になってくれる。賢く、頭の回転が速い。
櫻花（おうか）
13歳にして一家を支えるために畑仕事を手伝う。奔放に行動しても叱られない弟を羨む。
菅平 遠臣（すがだいら とおおみ）
大柄な青年。西の長・菅平家の次男。蝉子の婚約者。近衛になるのが夢だったが、庚の出現で落選した。村の若衆を率いて翼賛会という大鏡を信奉する組織を結成している。珂允を恫喝する。
菅平 芹槻（すがだいら せりつき）
西の村長。遠臣の祖父。老いの年輪を感じさせる矍鑠とした老人。
藤ノ宮 多々良（ふじのみや たたら）
東の長・藤ノ宮の当主。老獪で気難しそうな老人だが矍鑠としている。珂允に村を出て行くように進言する。
藤ノ宮 佑尉（ふじのみや ゆうじょう）
多々良の息子。父親とは違い、丁寧な物腰で、珂允にも協力的な男性。
龍樹（たつき）
南の橋の近くの家。メルカトルはここに滞在していると言ったが、40年前に途絶え、現在はあばら家状態である。
『翼ある闇』に登場する龍樹頼家の先祖である。

## 用語
村
東西を二分する鏡川を挟んで、「西」と「東」に分けられ、西を菅平が、東を藤ノ宮が治めている。
大鏡（おおかがみ）
村を造った神。現人神として崇められている。山人以外の村人たちの山への出入りを禁じている。村は四方を山に囲まれているため、山へ入らなければ外へは出られないので、実質上の鎖国状態にある。村の北の山にある宮に住まう。滅多なことでは会うことが出来ず、村長を通して謁見を申請し、認められた者しか会えない。
持統院（じとういん）
大鏡の側近で、祭事を司る神官のようなもの。
近衛（このえ）
持統院の下で宮の管理や村人との協議をする事務的立場。持統院と違い、大鏡とは接することができない。出自はあまり関係なく、百姓が突然選ばれることもある。選ばれた以上は村人に公平に接しなければいけないが、「西」出身の者は菅平に、「東」出身の者は藤ノ宮に利があるように計らうことが多い。